# Сисаури, Гиви
Гиви Сисаури (фр. Guivi Sissaouri, груз. გივი სისაური; род. 15 апреля 1971, Тбилиси, Грузия) — канадский борец вольного стиля, серебряный призёр летних Олимпийских игр 1996 года в Атланте, чемпион мира (2001) и панамериканский чемпион (2008).